# Groene prinia
De groene prinia (Urolais epichlorus) is een zangvogel uit de familie Cisticolidae.

## Verspreiding en leefgebied
Deze soort komt voor in westelijk-centraal Afrika en telt drie ondersoorten:
- U. e. epichlorus: zuidoostelijk Nigeria en zuidelijk Kameroen.
- U. e. cinderella: noordelijk Kameroen.
- U. e. mariae: Bioko.